# クリス・ブラウン (陸上選手)
クリス・ブラウン（Christopher Brown、1978年10月15日 - ）はバハマの陸上競技選手、専門は400mを主とする短距離走。ロンドンオリンピック男子4×400mR金メダリスト。シドニー、アテネ、北京、ロンドン、リオデジャネイロオリンピック男子400m、400×400mRバハマ代表。
個人種目では世界室内陸上競技選手権で度々表彰台に上ったほか、世界陸上競技選手権のリレー種目において4度メダルを獲得した。世界陸上競技選手権エドモントン大会4×400mRには第2走者として出場し、バハマ代表として優勝を飾った。
2007年は成功を収めた年であり、パンアメリカン競技大会では400mおよび4×400mRに出場しともに優勝を飾った。世界陸上競技選手権大阪大会400m決勝では44秒45のバハマ記録をマークし4位の成績を残した。4×400mRには（en:Avard Moncur）、アンドレ・ウィリアムズ（en:Andrae Williams）、マイケル・マシュー（en:Michael Mathieu）と出場し、2分59秒18の記録で2位となった。
2008年北京オリンピック400mでは44秒84で4位。4×400mRにはアンドレッティ・ベイン、ウィリアムズ、マシューと出場、2分58秒03の記録で2位となり銀メダルを獲得した。
2010年3月ドーハで開催された世界室内陸上競技選手権400mに出場し45秒96の記録で優勝した。
2012年ロンドンオリンピックの開会式ではバハマ選手団の旗手を務め、400mでは4位、4×400mリレーでは金メダルを獲得した。

## 記録
- 屋外
  - 200m - 21秒05（2002年）
  - 400m - 44秒40（2008年）
  - 800m - 1分49秒54（1998年）
- 室内
  - 400m - 45秒78（2006年）

## 脚注

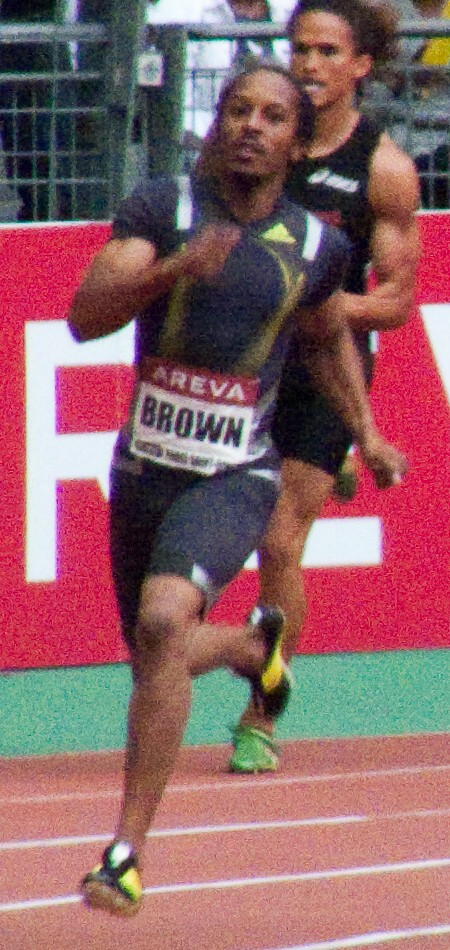
2009年パリにて

## 参考資料・外部リンク
- クリス・ブラウン - ワールドアスレティックスのプロフィール（英語）
- クリス・ブラウン - Olympedia（英語）